# Peru (Kansas)
Pour les articles homonymes, voir Peru.
Peru est une ville américaine située dans le comté de Chautauqua, au Kansas. Selon le recensement de 2010, sa population est de 139 habitants.